# Pristěň
Pristěň (rusky Пристень) je sídlo městského typu, správní centrum pristěňského okresu v Kurské oblasti v evropské části Ruska. Žije zde 4 912 obyvatel (2021).

## Geografie
Pristěň se nachází 78 km vzdušnou čarou jihovýchodně od oblastního centra Kursku.

## Historie
Obec Pristěň byla poprvé zmíněna v roce 1860, k jejímu vzniku došlo v souvislosti s výstavbou železniční trati Moskva–Charkov a železniční stanice Marjino. Tato stanice byla pojmenována podle nedaleké osady, kterou založili přesídlenci z Jarygina. Od roku 1898 nesla železniční stanice jméno Kleinmichelovo, na počest bývalého ruského ministra dopravy Pjotra Kleinmichela, který inicioval výstavbu železnice a jehož rodina vlastnila panství jen 10 km východně od stanice. V roce 1915 byla stanice přejmenována na Ržava, dle nedalekého potoka, a tento název následně přešel i na celou osadu.
V roce 1935 se Ržava stala součástí nově vytvořeného marjinského okresu, jehož okresní centrum původně bylo v Marjinu, ale později bylo přesunuto do Ržavy. Během druhé světové války byla Ržava v polovině listopadu 1941 obsazena německou armádou, ale v lednu 1942 byla krátce a 31. prosince 1942 definitivně osvobozena Rudou armádou.
Dne 8. srpna 1959 byly Ržava a Marjino sloučeny, pojmenovány na Pristěň a obec získala status sídla městského typu. Okres byl také přejmenován.

## Doprava
V Pristěni je železniční stanice Ržava, která se nachází na 615. kilometru železniční trati Moskva – Kursk – Bělgorod – Charkov, která byla na tomto úseku otevřena v roce 1869 a od roku 1960 je elektrifikována. Z Pristěni vede železniční odbočka do sousedního Obojanu, vzdáleného asi 30 km. Tato odbočka vznikla v roce 1882 jako úzkorozchodná železnice (rozchod 914 mm) a v letech 1936/37 byla přeměněna na širokorozchodnou.
Do Pristěňu vede regionální silnice 38K-027, která odbočuje přibližně 10 km severozápadně od silnice 38K-026, která spojuje nedaleký Obojaň s federální dálnicí M2.

## Kultura
V Pristěni je okresní nemocnice, dvě základní školy, učiliště, hasičská stanice, 3 sportovní stadiony, sportovní areál, dvě mateřské školy a vlastivědné muzeum.